# Сани Абача
Сани Абача (енгл. Sani Abacha; Кано, 20. септембар 1943 — Абуџа, 8. јун 1998) био је нигеријски генерал, војни вођа, политичар, те де факто председник Нигерије од 17. новембра 1993. до своје смрти.

## Биографија
Рођен је у 1943. године у Абуџи, у муслиманској породици, из народа Канури. Као младић, похађао је нигеријске и британске војне школе. Придружио се нигеријској војсци и до 1983. досегао војни чин бригадира. Године 1983. и 1985, извршени су бескрвни пучеви у којима је учествовао. Вршио је функцију начелника оружаних снага, а министар одбране постао је 1990. године.
Када је 1993. године тадашњи председник Ибрахим Бабангида поништио резултат избора, на којима је победио опорбени кандидат, Абача је искористио прилику и сам се попео на власт. Жестоко је био критикован од међународне заједнице, посебно због кршења људских права (најпознатији пример је убијени новинар Кен Саро-Вива). Затворио је политичке противнике, забранио је политичку активност, контролисао штампу, отпустио велики део војске, а сам се окружио са око 3 000 војника који су му били одани.
Претпоставља се да је током његове владавине 5 милијарди долара доспело у џепове њега и његове породице. У време своје владавине налазио се као четврти на листи најкорумпиранијих вођа у свету у недавној историји.
Умро је изненада, у 54. години, у председничкој вили у Абуџи. Сахрањен је исти дан, без аутопсије. Иако је председничка палата објавила да је узрок смрти срчани удар, многи Нигеријци верују да су га отровали политички противници преко две проститутке.